# Robert Dill-Bundi
Robert Dill-Bundi (n. 18 noiembrie 1958, Chippis⁠(d), Cantonul Valais, Elveția – d. 16 septembrie 2024) a fost un ciclist elvețian, medaliat olimpic. A participat la o ediție a Jocurilor Olimpice (1980) în care a câștigat o medalie de aur.

## Participări
Lista de mai jos prezintă principalele competiții la care a participat Robert Dill-Bundi de-a lungul carierei.
- Velosport na letnih Olimpiiskih igrah 1980 - individualnaia gonka presledovania (mujcinî)[*]